# 카슈미르 술탄국
카슈미르 술탄국은 14세기 초 인도 북부의 카슈미르 계곡에 주로 세워진 중세 인도 술탄국이다. 이 술탄국은 불교에서 이슬람교로 개종한 라다크계 귀족 린찬 샤에 의해 건국되었다. 이 술탄국은 린찬의 참의원인 샤 미르가 로하라 왕조를 전복하고 자신의 왕조를 시작할 때까지 로하라 왕조에 의해 잠시 중단되었다. 샤 미르 왕조는 1339년부터 1561년 차크 군벌과 귀족들에 의해 축출될 때까지 카슈미르를 통치했다. 차크는 1586년 무굴 제국이 정복하고 1589년 항복할 때까지 계속해서 술탄국을 통치했다.
카슈미르 술탄국은 카슈미르인, 튀르크-페르시아인, 코히스탄, 다르드인, 라다크인 엘리트들로 구성된 이슬람 군주국이었다. 라다키 불교도였던 린찬 보티가 이슬람교로 개종하여 초대 술탄이 되었다. 그 뒤에는 두 개의 저명한 왕조인 샤 미르와 차크가 이어졌다. 바이하키 사이이드인 무바라크 바이하키가 1579년 유수프 차크를 전복한 후 잠시 술탄국을 통치했다. 다양성으로 인해 왕국은 카슈미리야트의 원칙에 따라 문화적, 종교적 다원주의의 근접성을 포함하고 있었다. 산스크리트어와 페르시아어가 공식, 외교, 법정 및 국가 언어로 선호되었지만 카슈미르어는 여전히 사회 및 공동 작업에 큰 영향을 미쳤으며 나중에 공용어 지위를 부여받았다. 경제 중심지이자 술탄국의 중요한 조폐 도시인 스리나가르는 대부분의 기간 동안 수도 역할을 했으며, 다양한 도시인 바르물, 부유하고 경작지가 많은 수야푸르, 아난트나그의 구릉지, 닐룸의 주변 계곡은 주목할 만한 상업 및 주거 지역으로 자리 잡았다. 술탄국은 비하르, 티베트, 네팔, 페킹, 부탄, 호라산, 투르키스탄에 거점을 두고 주요 무역 관계를 맺었으며, 펀자브와 벵골은 가장 큰 무역 및 산업 파트너로 간주되었다. 델리 술탄국 외에도 카슈미르는 벵골, 구자라트, 신드와 함께 강력한 정치적, 군사적 동맹국으로 간주되어 서로의 내부 문제에 간섭하기도 했다.
술탄국 시대에 이 계곡은 다양한 수피즘과 신비주의의 영향을 받았다. 수라와르디야, 쿠브라위야, 리시, 누르박시야 교단은 술탄의 통치 기간 동안 공식적으로 채택되어 규율되었다. 랄 데드, 눈드 리시, 하바 카툰, 야크브 가나이, 하비불라 가나이의 리더십과 가르침에 따라 카슈미르 판디트와 무슬림을 중심으로 일종의 평화 문화가 발전했다. 무슬림 시대가 시작되면서 인도 이슬람 건축은 카슈미르 건축과 함께 이슬람 카슈미르 스타일의 인프라와 디자인으로 진화하는 모습을 관찰할 수 있었다. 이 시대의 양식은 스리나가르의 오래된 무할라에서 여전히 남아 있다.

### 인용주
1. ↑  According to the contemporary author Jonaraja

### 참조주
1. ↑  Dutt, Jogesh Chunder (1898). 《Rajatarangini Of Jonaraja》. 207쪽.
2. ↑  Hasan, Mohibbul (2023년 9월 26일). 《Kashmir Under the Sultans》. London: Routledge. 212쪽. ISBN 978-1-032-66670-9.